# Tronfølgeloven
Tronfølgeloven fastsætter arvefølgen til tronen og foreskriver, at tronen "nedarves inden for kong Christian X og dronning Alexandrines efterslægt". Ved en konges eller en regerende dronnings død (eller abdikation, jf. den nuværende lovs § 6), overgår tronen til den pågældendes søn eller datter, således at den ældre går forud for den yngre.
Tronfølgeloven (LOV nr 170 af 27/03/1953) blev efter folkeafstemningen i 2009 ændret ved Lov om ændring af tronfølgeloven (LOV nr 528 af 12/06/2009) og er nu tilgængelig i en sammenskrevet lovbekendtgørelse (LBK nr 847 af 04/09/2009).
Da det er fastsat i Grundlovens § 2, at "[k]ongemagten nedarves til mænd og kvinder efter de i tronfølgeloven af 27. marts 1953 fastsatte regler", kan tronfølgen ikke ændres uden at følge proceduren for grundlovsændringer i Grundlovens § 88. På grund af dette siges tronfølgeloven at have grundlovsrang. Det betyder, at ændringen skal vedtages af Folketinget to gange (én gang før et folketingsvalg og én gang efter), hvorefter det skal vedtages ved en folkeafstemning, hvor et flertal af de vælgere, der deltager i afstemningen, stemmer for forslaget, og hvor dette flertal udgør mindst 40 pct. af alle stemmeberettigede, hvorefter det endeligt skal stadfæstes af kongen. 
Grundlovens § 9 fastsætter dog, at hvis der skulle opstå den situation, at der ikke var nogen arving til tronen, så skal Folketinget selv vælge en ny regent og fastsætte den fremtidige arvefølge.

## Tronfølgelove siden 1660
Siden Danmark blev et arvekongerige i 1660, er der blevet fastsat arveregler fire gange:
- Kongeloven af 1665 (kan ses på Wikisource).
- Tronfølgeloven af 1853 (kan ses på Wikisource).
- Tronfølgeloven af 1953 (kan ses på Wikisource).
- Tronfølgeloven af 1953 med ændringer 2009 pga. Lov om ændring af tronfølgeloven. Se også Folkeafstemningen om tronfølgeloven.